# Idioma caquetío
El caquetío es un idioma extinto de la familia arawak hablado anteriormente a lo largo de las costas del lago de Maracaibo y del estado Falcón en Venezuela y en las islas ABC (Aruba, Bonaire y Curazao). La lengua se extinguió en el siglo XVI.